# Kenichi Uemura
Kenichi Uemura (上村 健一, Uemura Kenichi, Yatsushiro, 22 april 1974) is een Japans voormalig voetballer die als verdediger speelde.

## Clubcarrière
Kenichi Uemura speelde tussen 1993 en 2008 voor Sanfrecce Hiroshima, Cerezo Osaka, Tokyo Verdy, YSCC Yokohama en Roasso Kumamoto.

## Japans voetbalelftal
Uemura debuteerde in 2001 in het Japans nationaal elftal en speelde 4 interlands. Uemura vertegenwoordigde zijn vaderland op de Olympische Spelen 1996 in Atlanta. Ondanks een overwinning op Brazilië (1-0) werd de Japanse olympische selectie onder leiding van bondscoach Akira Nishino al in de groepsronde uitgeschakeld.

## Statistieken
| Japans voetbalelftal | Japans voetbalelftal | Japans voetbalelftal |
| Jaar                 | Wed.                 | Dlp.                 |
| -------------------- | -------------------- | -------------------- |
| 2001                 | 4                    | 0                    |
| Totaal               | 4                    | 0                    |